# Weltversöhnung
Weltversöhnung ist ein Ausdruck, den der Dichter und Übersetzer Friedrich Rückert im Zusammenhang mit seinem Verständnis der „Weltpoesie“ geprägt hat. Es handelt sich nach ihm um eine Versöhnung der Völker, die durch das Werk der Dichter über kulturelle Grenzen hinweg zustandekomme.

## Weltpoesie
Nach Johann Wolfgang Goethe, der in dieser Hinsicht von Herder beeinflusst war, ist die Weltpoesie eine „Welt- und Völkergabe“ (Dichtung und Wahrheit, Teil 2, 10. Buch). Diesen Eindruck hatte Goethe aus seiner Begegnung mit slawischer Dichtung erhalten. Rückert seinerseits übersetzte asiatische Poesie, oft in freier Nachdichtung, ins Deutsche. Sein Gedicht Die Geister der Lieder, das er der Sammlung Schi-King, Chinesisches Liederbuch (1833) voranstellte, endet mit dem Diktum „Weltpoesie ist Weltversöhnung“.
Im Zusammenhang mit einer kulturell orientierten Völkerverständigung ist der Begriff oft zitiert worden.

## Peter von Matt
Der Germanist Peter von Matt entwickelte 2001 eine eigene Theorie der Weltversöhnung, die er in der altgriechischen Komödie und im deutschen Lustspiel realisiert sah, möglicherweise angeregt durch eine Untersuchung über Hugo von Hofmannsthal von William Henry Rey. Praktiziert werde die Weltversöhnung durch eine symbolische Zeremonie, durch die eine Weltentzweiung zurückgenommen werde. Hierin zeige sich auch die Eigenheit des Lustspiels als „Spiel mit der Lust“.